# Liste der Monuments historiques in Sery (Ardennes)
Die Liste der Monuments historiques in Sery führt die Monuments historiques in der französischen Gemeinde Sery auf.

## Liste der Objekte
| Bezeichnung                                     | Beschreibung                                        | Standort                              | Kennzeichnung | Schutzstatus | Datum | Bild |
| ----------------------------------------------- | --------------------------------------------------- | ------------------------------------- | ------------- | ------------ | ----- | ---- |
| Gemälde Johannes der Täufer                     | Ölfarbe auf Leinwand, 1805                          | in der Kirche St-Jean-Baptiste (Lage) | PM08000987    | Inscrit      | 1976  |      |
| Kanzel                                          | Kalkstein, Ende des 19. Jahrhunderts                | in der Kirche St-Jean-Baptiste (Lage) | PM08000988    | Inscrit      | 1976  |      |
| Skulptur Madonna mit Kind                       | Holz, farbig gefasst, 19. Jahrhundert               | in der Kirche St-Jean-Baptiste (Lage) | PM08000932    | Inscrit      | 1975  |      |
| Skulptur Madonna von der wundertätigen Medaille | Holz, farbig gefasst, 19. Jahrhundert               | in der Kirche St-Jean-Baptiste (Lage) | PM08000983    | Inscrit      | 1976  |      |
| Kruzifix                                        | Holz, farbig gefasst, 17. Jahrhundert               | in der Kirche St-Jean-Baptiste (Lage) | PM08000986    | Inscrit      | 1976  |      |
| Kronleuchter                                    | Glas, 19. Jahrhundert                               | in der Kirche St-Jean-Baptiste (Lage) | PM08000989    | Inscrit      | 1976  |      |
| Skulptur Heilige Philomena                      | Holz, farbig gefasst und vergoldet, 19. Jahrhundert | in der Kirche St-Jean-Baptiste (Lage) | PM08000985    | Inscrit      | 1976  |      |
| Skulptur eines heiligen Bischofs                | Holz, farbig gefasst, 18. Jahrhundert               | in der Kirche St-Jean-Baptiste (Lage) | PM08000522    | Classé       | 1977  |      |
| Skulptur Heiliger Hubertus                      | Holz, farbig gefasst, 19. Jahrhundert               | in der Kirche St-Jean-Baptiste (Lage) | PM08000984    | Inscrit      | 1976  |      |
| Chorgestühl                                     | Eichenholz, zweite Hälfte des 19. Jahrhunderts      | in der Kirche St-Jean-Baptiste (Lage) | PM08000933    | Inscrit      | 1975  |      |